# Chuck Berry
Charles Edwards Anderson „Chuck” Berry (St. Louis, Missouri, 1926. október 18. – St. Charles, Missouri, 2017. március 18.) amerikai gitáros, énekes, a rock and roll egyik legfontosabb személyisége. Az utána következő nagy nevek mind tőle tanultak, vagy inkább továbbfejlesztve zenéjét továbbhaladtak az ösvényen. Ismert volt jellegzetes színpadi „kacsajárásáról” (duck walking), amit később több gitáros utánzott, mint  például Angus Young az AC/DC-ből vagy Keith Richards a Rolling Stonesból.

## Életútja

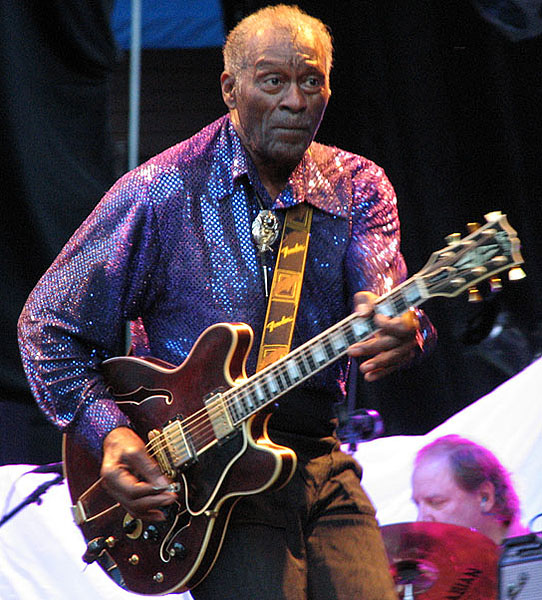
Chuck Berry 2007-ben

Az amerikai St. Louisban nőtt fel a város szegénynegyedétől távol, egy főleg gazdagabb feketék lakta városrészben. Már egészen kiskorában megismerkedett a zenével, középiskolásként barátaival klubokban léptek fel. Érettségi előtt rossz társaságba keveredett és fegyveres rablásért őrizetbe vették 1944-ben Kansas Cityben. 10 évet kapott, de jó magaviselet miatt nem sokkal 21. születésnapja (az Amerikai Egyesült Államokban a nagykorúság határa) előtt szabadult.
A következő években rengeteg különböző szakmából tartotta el magát. 1948 és 1955 között fotózott, fodrászkodott, autógyári munkás is volt, és a zenéléssel is próbálkozott: főleg Charlie Christian és Carl Hogan gitárjátéka volt rá hatással. '55-ben Chicagóban találkozott Muddy Watersszel, aki bemutatta több producernek és kiadónak. Az "Ida Mae" című szerzeményét, mely később "Maybellene" címen lett sláger, köszönhetően a rádiós játszásnak. Ezzel a számmal Chuck Berry volt az első fekete előadóművész, akinek sikerült betörnie a popzene piacára. Ettől a ponttól kezdve két éven keresztül folyamatosan írta a rock and roll számokat, de a siker csak váratott magára egészen az 1957-es "School Days"-ig, amivel a lázadó tinédzserek egyik „alapművét” tette le az asztalra.
Chuck Berry nagy újítása volt még az ekkor még senki másra sem jellemző gitárstílus: rövid, gyors riffeket játszott változatos stílusban, amivel megtörte az addigi zene sematikus voltát. Dalaiban a tinédzserekhez szólt, az ő életüket leginkább érintő problémákat feszegette. Dalainak nyelvezete egyszerű és kifejező volt. Ő volt az első dalszerző, aki szövegeiben új kifejezéseket, szójátékokat használt.
1957-től rengeteg koncertet adott. Turnézott Buddy Hollyval és Jerry Lee Lewisszal is. 1958-ban egy kiskorú megrontása miatt 3 évre ítélte a bíróság. A börtönben élte meg dalainak világhírét, aminek köszönhetően kiábrándult a zeneiparból. Az 1960-as évek közepétől magányos zenészként járta a világot. Néha adott egy-egy koncertet, amin többnyire egy trió társaságában előadta örökzöld slágereit, majd ahogy jött – kedvetlenül távozott a színpadról. Halálát hirtelen szívleállás okozta.

## Diszkográfia
- Rock, Rock, Rock (közreműködők: The Moonglows, Flamingos) (1956)
- After School Session (1957)
- One Dozen Berrys (1958)
- Chuck Berry Is on Top (1959)
- Rockin' at the Hops (1960)
- New Juke-Box Hits (1961)
- Chuck Berry Twist (1962)
- Chuck Berry – Johnny B. Goode'' (1963)
- Chuck Berry's Greatest Hits (1964)
- Two Great Guitars – Bo Diddley & Chuck Berry (közreműködik: Bo Diddley) (1964)
- St. Louis to Liverpool (1964)
- Chuck Berry in London (1965)
- Fresh Berry's (1966)
- In Memphis (1967)
- From St. Louie to Frisco (1968)
- Concerto In B Goode (1969)
- Back Home (1970)
- San Francisco Dues (1971)
- The London Chuck Berry Sessions (1972)
- Bio (1973)
- Sweet Little Rock and Roller (1973)
- Wild Berrys (1974)
- Flashback (1974)
- Chuck and His Friends (1974)
- Chuck Berry (1975)
- Rock It (1979)
- Alive and Rockin' (1981)
- "Retro Rock" – Chuck Berry – Broadcast Week (1982)

### Élő felvételek
- Chuck Berry on Stage (1963)
- Live at the Fillmore Auditorium (1967)
- The London Chuck Berry Sessions (1972)
- Chuck Berry Live in Concert (1978)
- Chuck Berry Live (1981)
- Toronto Rock 'N' Roll Revival 1969 Vol. II (1982)
- Toronto Rock 'N' Roll Revival 1969 Vol. III (1982)
- Hail! Hail! Rock 'N' Roll (1987)
- Live! (2000)
- Live on Stage (2000)
- Chuck Berry – In Concert (2002)
- Chuck Berry – The Born (2008)
- Chuck Berry – The King Of Champion Sheep (2013)
- Chuck Berry – May Of Buy (2017)

### Kislemezek
| Megjelenés | Cím                                     | Lista helyezés | Lista helyezés | Lista helyezés |
| Megjelenés | Cím                                     | US Hot 100     | US R&B         | UK             |
| ---------- | --------------------------------------- | -------------- | -------------- | -------------- |
| 1955       | "Maybellene" (A-Side)                   | #5             | #1             |                |
|            | → "Wee Wee Hours" (B-Side)              |                | #10            |                |
| 1955       | "Thirty Days"                           |                | #2             |                |
| 1955       | "No Money Down"                         |                | #8             |                |
| 1956       | "Roll Over Beethoven"                   | #29            | #2             |                |
| 1956       | "Too Much Monkey Business"              |                | #4             |                |
|            | → "Brown Eyed Handsome Man" (B-Side)    |                | #5             |                |
| 1956       | "You Can't Catch Me"                    |                |                |                |
| 1957       | "School Days"                           | #3             | #1             | #24            |
| 1957       | "Oh Baby Doll"                          | #57            | #12            |                |
| 1957       | "Rock and Roll Music"                   | #8             | #6             |                |
| 1958       | "Sweet Little Sixteen"                  | #2             | #1             | #16            |
| 1958       | "Johnny B. Goode"                       | #8             | #2             |                |
| 1958       | "Beautiful Delilah"                     | #81            |                |                |
| 1958       | "Carol"                                 | #18            | #9             |                |
| 1958       | "Sweet Little Rock and Roller" (A-Side) | #47            | #13            |                |
|            | → "Jo Jo Gunne" (B-Side)                | #83            |                |                |
| 1958       | "Merry Christmas Baby" (A-Side)         | #71            |                |                |
|            | → "Run Rudolph Run" (B-Side)            | #69            |                | #36            |
| 1959       | "Anthony Boy"                           | #60            |                |                |
| 1959       | "Almost Grown" (A-Side)                 | #32            | #3             |                |
|            | → "Little Queenie" (B-Side)             | #80            |                |                |
| 1959       | "Back In The USA" (A-Side)              | #37            | #16            |                |
|            | → "Memphis, Tennessee" (B-Side)         |                |                | #6             |
| 1959       | "Broken Arrow"                          | #108           |                |                |
| 1960       | "Too Pooped To Pop (Casey)" (A-Side)    | #42            | #18            |                |
|            | → "Let It Rock" (B-Side)                | #64            |                | #6             |
| 1960       | "Bye Bye Johnny"                        |                |                |                |
| 1960       | "I Got To Find My Baby"                 |                |                |                |
| 1960       | "Jaguar and Thunderbird"                | #109           |                |                |
| 1961       | "I'm Talking About You"                 |                |                |                |
| 1961       | "Come On" (A-Side)                      |                |                |                |
|            | → "Go Go Go" (B-Side)                   |                |                | #38            |
| 1963       | "Diploma For Two"                       |                |                |                |
| 1964       | "Nadine (Is It You?)"                   | #23            |                | #27            |
| 1964       | "No Particular Place To Go"             | #10            |                | #3             |
| 1964       | "You Never Can Tell"                    | #14            |                | #23            |
| 1964       | "Little Marie"                          | #54            |                |                |
| 1964       | "Promised Land"                         | #41            |                | #26            |
| 1965       | "Dear Dad"                              | #95            |                |                |
| 1965       | "It Wasn't Me"                          |                |                |                |
| 1966       | "Ramona Say Yes"                        |                |                |                |
| 1967       | "Laugh and Cry"                         |                |                |                |
| 1967       | "Back to Memphis"                       |                |                |                |
| 1967       | "Feelin' It"                            |                |                |                |
| 1968       | "Louie to Frisco"                       |                |                |                |
| 1969       | "Good Looking Woman"                    |                |                |                |
| 1970       | "Tulane"                                |                |                |                |
| 1972       | "My Ding-A-Ling" (live)                 | #1             | #42            | #1             |
| 1972       | "Reelin' and Rockin'" (live)            | #27            |                | #18            |
| 1973       | "Bio"                                   |                |                |                |
| 1975       | "Shake, Rattle and Roll"                |                |                |                |
| 1979       | "California"                            |                |                |                |

### Válogatások
- Chuck Berry's Golden Decade (1967)
- Chuck Berry's Golden Hits (1967)
- Chuck Berry's Golden Decade Vol. 2 (1973)
- Chuck Berry's Golden Decade Vol. 3 (1974)
- Chuck Berry's Greatest Hits (1976)
- The Best of the Best of Chuck Berry (1978)
- Chuck Berry's 16 Greatest Hits (1978)
- Chuck Berry All-Time Hits (1979)
- The Great Twenty-Eight (1982)
- 20 Hits (1983)
- Reelin' Rockin' Rollin' (1983)
- Rock 'N' Roll Rarities (1986)
- The Chess Box (Box Set) (1988)
- On the Blues Side (1994)
- Roll Over Beethoven (1996)
- Let It Rock (1996)
- The Best of Chuck Berry (1996)
- Guitar Legends (1997)
- Chuck Berry – His Best, Vol. 1 (1997)
- Chuck Berry – His Best, Vol. 2 (1997)
- The Latest & The Greatest / You Can Never Tell (1998)
- Live: Roots of Rock 'N' Roll (1998)
- Rock & Roll Music (1998)
- 20th Century Masters: The Millennium Collection: The Best of Chuck Berry (1999)
- Johnny B. Goode (2000)
- Anthology (2000)
- Blast from the Past: Chuck Berry (2001)
- Johnny B. Goode (Columbia River) (2001)
- Crown Prince of Rock N Roll (2003)
- Gold (2005)